# 인도별거북

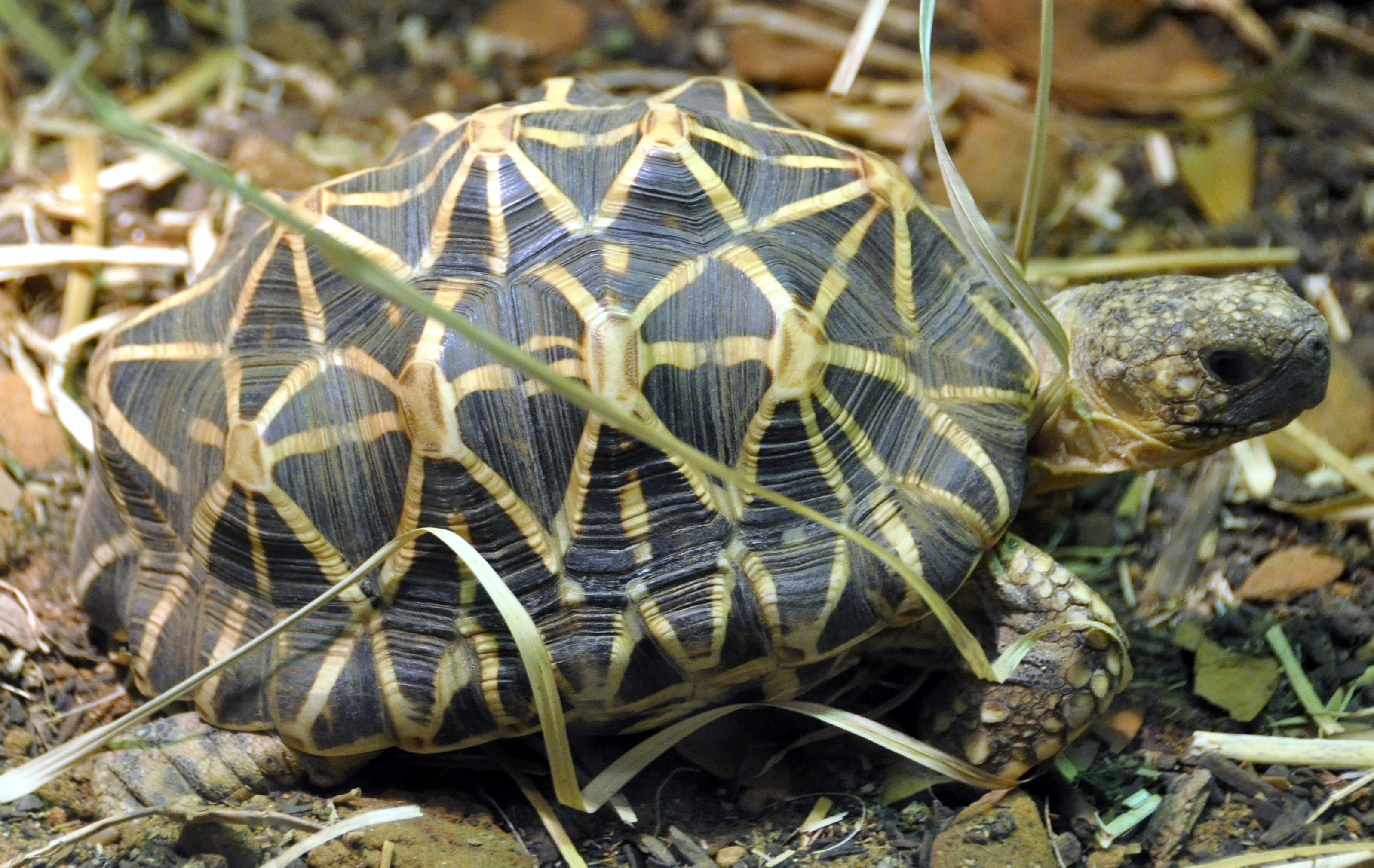

인도별거북(학명:Geochelone elegans)은 거북목 땅거북과에 속하는 거북이다. 몸길이는 40~50cm가 되는 중소형 거북에 속한다.

## 특징과 먹이
인도별거북은 갑피가 매우 볼록하며 등쪽의 방패가 종종 혹을 형성한다. 측면 여백은 거의 수직으로 후방의 마진은 다소 확장되어 톱니의 모양을 가진다. 그것은 더 날카롭지 않고 오목한 모양으로 분할되지 않으며 수컷은 암컷보다 더 안쪽으로 구부러진 측면의 여백을 가진다. 등쪽의 갑피는 동심을 중심으로 강한 줄무늬가 자리를 잡고 있다. 1번째 척추는 넓고 길며 다른 거북들에 비교해도 3번째로 넓은 크기이다. 플래스트론은 크게 잘렸거나 공개적으로 앞에 노출이 되어 있으며 뒤에 깊이 노출되고 비피드가 존재한다. 상완골 사이의 봉합은 대퇴함 사이의 봉합보다 훨씬 길고 가슴 사이의 봉합은 짧다. 축기와 잉구봉합사는 다소 작다. 머리는 크기가 적당하며 이마가 부어오르고 볼록하여 다소 작고 불규칙한 방패로 덮여 있다. 위턱의 폐포능은 강하며 부리가 약하게 노출되어 있다. 앞다리의 외부 전방 면에는 수많은 불규칙한 크기를 가진 무브리케이트, 뼈, 뾰족한 덩이가 자리를 잡고 있다. 발의 뒤꿈치는 크고 다소 박차와 같은 튜브를 가지고 있다. 큰 원상적이거나 하위 튜브의 선은 허벅지의 아래에서 발견된다. 갑피는 검은색이며 노란색을 띄는 이음매가 함께 자리를 잡고 있다. 이러한 줄무늬는 매우 많고 좁은 것이 특징이다. 마찬가지로 플래스트론은 검은색과 노란색으로 방사된 줄무늬가 존재한다. 먹이로는 식물의 씨앗, 열매, 과일, 수생식물로 이뤄진 채식성 먹이를 주로 먹는 채식성 거북에 속한다.

## 서식지와 보호 활동
인도별거북의 서식지는 아시아의 인도, 파키스탄, 스리랑카로 나무가 우거진 밀림과 맹그로브의 숲으로 이뤄진 연안에 주로 서식한다. 동남아시아를 위주로 사는 거북 중에 하나이다. 인도별거북은 무분별한 서식지의 파괴로 인하여 국제 자연 보전 연맹(IUDC)가 정한 멸종위기등급에서 취약의 등급을 가진 멸종위기종으로서 동남아시아는 물론이고 국제적으로도 개체수의 보호를 받는 종이다.

## 같이 보기
- 거북
- 파충류
- 아시아
- 동남아시아